# 埃塞克斯猪
埃塞克斯猪是家猪的品种之一。由于它已经和威赛克斯白肩猪完成融合并形成英国白肩猪，1967年埃塞克斯猪被宣布灭绝。